# My Life with Caroline
My Life with Caroline is een Amerikaanse filmkomedie uit 1941 onder regie van Lewis Milestone.

## Verhaal
De rijke uitgever Anthony Mason spendeert het grootste deel van de tijd op zijn werk. Zijn jonge vrouw Caroline zit daarom achter andere mannen aan. Wanneer ze met Paco Del Valle begint aan te pappen, heeft Mason schoon genoeg van haar gedrag.

## Rolverdeling
| Acteur            | Personage       |
| ----------------- | --------------- |
| Ronald Colman     | Anthony Mason   |
| Anna Lee          | Caroline Mason  |
| Charles Winninger | Mijnheer Bliss  |
| Reginald Gardiner | Paul Martindale |
| Gilbert Roland    | Paco Del Valle  |
| Kay Leslie        | Helen           |
| Hugh O'Connell    | Muirhead        |
| Murray Alper      | Jenkins         |
| Matt Moore        | Walters         |